# Rhinocéros de Java
Rhinoceros sondaicus
Espèce
Répartition géographique
Statut de conservation UICN

 CR D : 
En danger critique
Statut CITES
Le rhinocéros de Java (Rhinoceros sondaicus), encore appelé rhinocéros de la Sonde, est un rhinocéros unicorne vivant en Asie et faisant partie de la famille des Rhinocérotidés qui compte cinq espèces différentes. Il est apparenté au rhinocéros indien, leur peau à tous deux étant composée de larges plis et faisant penser à une armure, mais mesurant entre 3,1 m et 3,2 m de longueur et de 1,4 m à 1,7 m de hauteur, il est plus petit que ce dernier (il se rapprocherait plus du rhinocéros noir en taille). Sa corne mesure généralement moins de 25 cm, ce qui en fait la plus petite, toutes espèces confondues. Elle fait partie des espèces les plus menacées, WWF a estimé en 2019 le nombre de rhinocéros de Java à seulement 60 individus. En 2021 la population totale de l'espèce a été estimée à 30 Individus
Autrefois le rhinocéros d'Asie le plus largement répandu, sa population s'étendait des îles de Java et de Sumatra, au sud-est asiatique et jusque l'Inde et la Chine. L'espèce, qui ne compte plus qu'une seule population connue à l'état sauvage et aucun individu en captivité, est désormais gravement menacée. Il est très certainement le plus rare des grands mammifères de la planète, sa population ne comptant plus que 40 individus dans le parc national d'Ujung Kulon, à l'extrémité ouest de Java, en Indonésie. La population du parc national de Cát Tiên au Vietnam a été confirmée comme éteinte en 2011. Le déclin du rhinocéros de Java est attribué au braconnage, essentiellement pour leurs cornes qui sont d'une grande valeur dans la médecine traditionnelle chinoise, atteignant les 30 000 $ par kilogramme sur le marché noir. La perte de leur habitat, conséquence des guerres telle que la guerre du Viêt Nam notamment, a également contribué au déclin de l'espèce et a nui à son repeuplement. Les territoires restants font partie d'une zone nationalement protégée mais les rhinocéros sont toujours la proie des braconniers, des maladies et de la perte de la diversité de leur patrimoine génétique, ce qui conduit à une dépression endogamique.
Le rhinocéros de Java peut vivre jusqu'à environ 30-45 ans à l'état sauvage. Il a toujours vécu dans les prairies inondables et les forêts humides. C'est un animal essentiellement solitaire, sauf pendant la période de reproduction, mais il arrive que des groupes se forment pour se rassembler autour des mares boueuses et des vasières. À part l'humain, qu'il évite mais qu'il peut attaquer s'il se sent en danger, l'adulte n'a pas de prédateur. Les scientifiques et les défenseurs de l'environnement n'étudient que rarement le rhinocéros de Java à cause de sa rareté et des risques à interférer avec cette espèce menacée, ce qui en fait le rhinocéros le moins étudié. Les chercheurs se servent de pièges photographiques et d'échantillons de selles pour évaluer leur santé et leur comportement. Deux rhinocéros adultes et leurs petits ont été filmés dans une vidéo rendue publique le 28 février 2011 par la WWF et l'Indonesia's National Park Authority, prouvant ainsi que l'espèce se reproduit toujours dans la nature. En avril 2012, le National Park Authority a publié une vidéo montrant 35 rhinocéros de Java, dont des bébés. Cependant, il fait partie de la liste des 100 espèces les plus menacées au monde établie par l'UICN en 2012.

## Classification et appellation
Les premières études concernant le rhinocéros de Java à être effectuées par des naturalistes étrangers à sa région eurent lieu en 1787, lorsque deux individus furent tués à Java. Les crânes furent envoyés au célèbre naturaliste hollandais Petrus Camper qui mourut en 1789 avant d'avoir pu publier sa découverte : le rhinocéros de Java était une espèce à part entière. Un autre rhinocéros fut abattu sur l'île de Sumatra par Alfred Duvaucel qui envoya le spécimen à son beau-père, le célèbre naturaliste français Georges Cuvier. Cuvier reconnut l'animal comme étant une espèce distincte en 1822, et il fut identifié comme Rhinocéros sondaicus cette même année par Anselme Gaëtan Desmarest. Ce fut la dernière espèce de rhinocéros à être reconnue. Desmaret l'identifia d'abord comme venant de Sumatra, mais annonça par la suite que son spécimen venait en fait de Java.
Le nom du genre Rhinocéros, qui inclut également le rhinocéros indien, vient du grec ancien ῥίς (rhis), qui signifie « nez », et κέρας (ceras), qui signifie « corne » ; sondaicus vient de sunda, la région biogéographique comprenant les îles de Sumatra, Java, Bornéo ainsi que d'autres îles plus petites.
Il existe trois sous-espèces distinctes dont une seule existe encore :
- Rhinoceros sondaicus sondaicus, la sous-espèce type, plus connu comme le rhinocéros de Java d'Indonésie, il vivait autrefois sur les îles de Java et de Sumatra. Sa population est désormais constituée de seulement 40 individus à l'état sauvage, dans le parc national d'Ujung Kulon situé à l'extrémité ouest de l'île de Java. Gray a suggéré que le rhinocéros de Sumatra appartiendrait à une espèce distincte, r. floweri[5], mais cette hypothèse n'est pas largement acceptée[6].
- Rhinoceros sondaicus annamiticus, plus connu comme le rhinocéros de Java vietnamien ou rhinocéros vietnamien, il vivait autrefois au Vietnam, au Cambodge, au Laos, en Thaïlande et en Malaisie. Le terme annamiticus provient de la Cordillère annamitique située au Sud-Est de l'Asie et faisant partie du domaine de l'espèce. En 2006, une population estimée à moins de 12 individus vivait dans une forêt de basse altitude du parc national de Cát Tiên au Vietnam. Des analyses génétiques ont indiqué que cette sous-espèce partageait un ancêtre commun avec le rhinocéros de Java d'Indonésie il y a entre 300 000 et 2 millions d'années. Le dernier individu de cette population a été abattu en 2010 par un braconnier.
- Rhinoceros sondaicus inermis, plus connu comme le rhinocéros de Java indien, dont la population s'étendait autrefois du Bengale à la Birmanie, s'est certainement éteint avant 1925. Le terme inermis signifie "non armé", en référence à la caractéristique la plus distincte de la sous-espèce : la petite taille de la corne chez le mâle, et l'absence de celle-ci chez la femelle. Le spécimen original de l'espèce était d'ailleurs une femelle dépourvue de corne. La situation politique de la Birmanie a empêché toutes estimations concernant l'espèce dans le pays mais il est très improbable qu'elle existe encore.

### Évolution

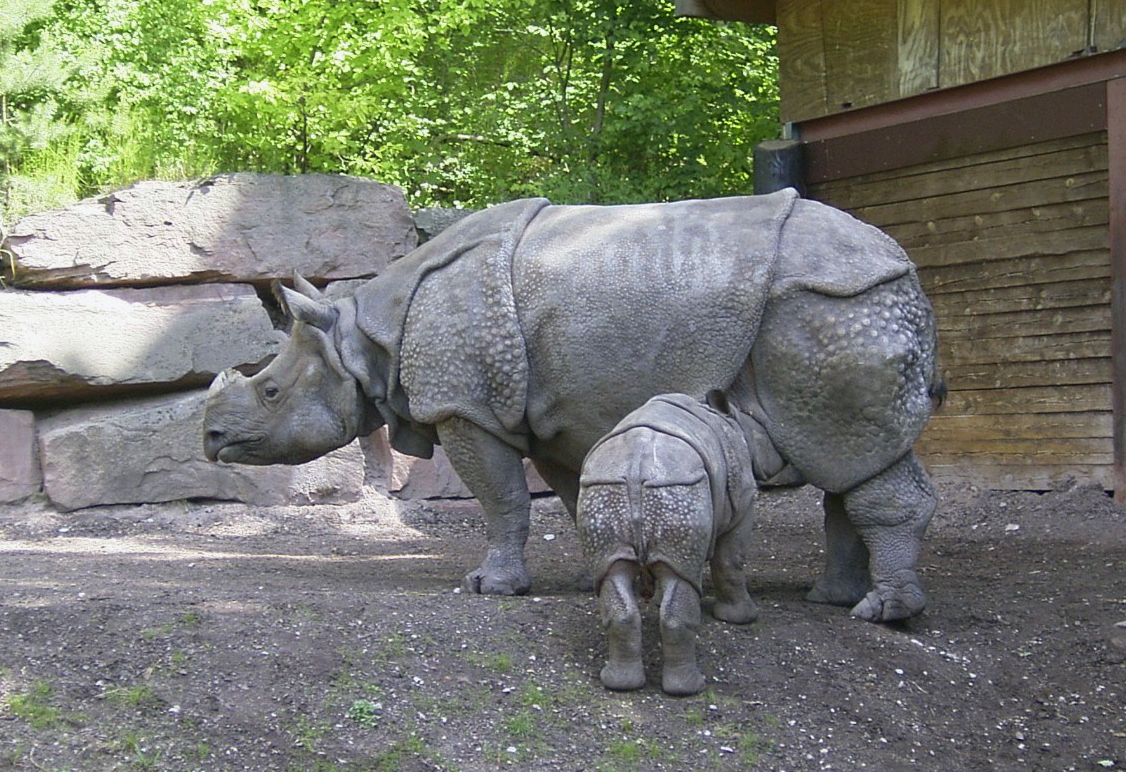
Le rhinocéros indien pris en photo ici est l'espèce qui se rapproche le plus du rhinocéros de Java ; tous deux font partie du genre Rhinoceros.

Les rhinocéros ancestraux ont divergé des autres périssodactyles durant l'Yprésien. Une comparaison du génome mitochondrial indique que les ancêtres des rhinocéros modernes se sont séparés des ancêtres Equidae il y a de cela environ 50 millions d'années. La famille qui subsiste, la Rhinocerotidae, est d'abord apparu durant l'Eocène supérieur en Eurasie, et les ancêtres des espèces actuelles de rhinocéros se sont dispersés hors de l'Asie durant le début du Miocène.
Le rhinocéros indien et celui de Java, les seuls membres du genre Rhinoceros, sont d'abord apparus dans la chronique de fossiles en Asie il y a entre 1,6 million et 3,3 millions d'années. Cependant, les estimations moléculaires suggèrent que les deux espèces se sont séparées bien avant cela, il y a environ 11,7 millions d'années. Bien qu'ils appartiennent au même genre, les deux rhinocéros ne sont certainement que peu apparentés aux autres espèces.

## Description

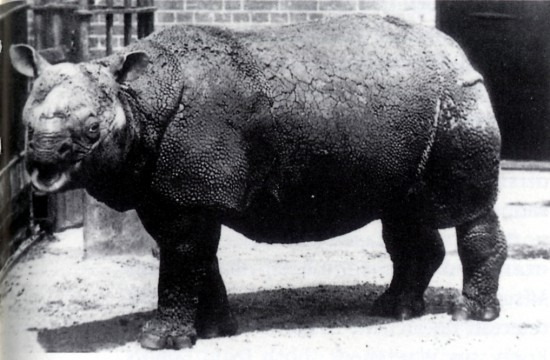
Rhinocéros de Java au zoo de Londres.

Le rhinocéros de Java est plus petit que le rhinocéros indien, il est à peu près de la même taille que le rhinocéros noir. Il peut mesurer entre 2 et 4 mètres de long (tête comprise) et de 1,4 à 1,7 mètre de hauteur. Les adultes pèseraient entre 900 et 2 300 kg, mais aucune étude n'a été menée pour connaitre précisément leurs dimensions, ceci n'étant pas la priorité étant donné que l'espèce est menacée. La taille diffère peu suivant le genre, cependant, les femelles peuvent être un peu plus imposantes. D'après des études faites à partir de photos et de mensurations d'empreintes, les rhinocéros du Vietnam apparaissaient comme étant légèrement plus petits que ceux de Java.
Comme le rhinocéros indien, le rhinocéros de Java ne possède qu'une seule corne (les autres espèces existantes en ont deux). Sa corne mesurant moins de 20 cm en général (la plus longue jamais mesurée était de 27 cm) est la plus petite, toutes espèces confondues. Il ne semble pas souvent l'utiliser pour se battre, mais plutôt pour racler la boue hors des mares, pour abaisser des plantes afin de pouvoir les manger et pour se frayer un chemin à travers la végétation dense. Comme les autres espèces qui broutent (les rhinocéros noirs, indiens et de Sumatra), la lèvre supérieure du rhinocéros de Java est longue et pointue, ce qui l'aide à attraper sa nourriture. Ses incisives inférieures sont longues et pointues et le rhinocéros s'en sert lors des combats. Derrière les incisives, deux rangées de six molaires sont utilisées pour mâcher des plantes épaisses. Comme tous les autres rhinocéros, le rhinocéros de Java sent et entend bien mais sa vue est très mauvaise. Sa durée de vie est estimée à 30-45 ans.
Sa peau tachetée de gris et dénuée de poils forme des plis sur ses épaules, son dos et son postérieur. Son aspect naturel de mosaïque fait penser à une armure. Les plis sur le cou du rhinocéros de Java sont plus petits que ceux du rhinocéros indien, mais forment quand même une sorte de selle sur ses épaules. À cause des risques à interférer avec une espèce à ce point menacée, les études concernant le rhinocéros de Java se font cependant essentiellement à travers des échantillons de selles et des pièges photographiques. Ils sont très rarement rencontrés, observés ou mesurés directement.

## Répartition et habitat

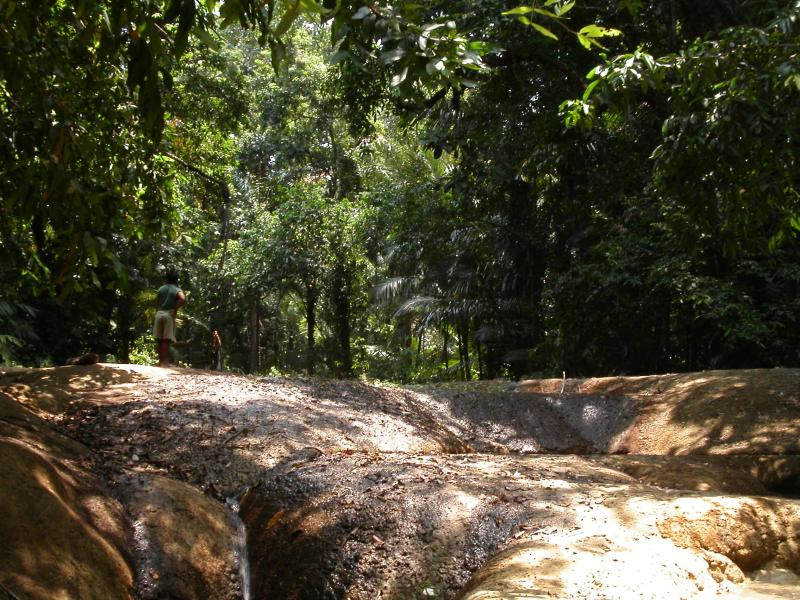
Le parc national Ujung Kulon de Java est le territoire de tous les rhinocéros de Java restants.

Même les estimations les plus optimistes indiquent qu'il reste moins de 100 rhinocéros de Java à l'état sauvage. L'espèce est considérée comme l'une des plus menacées du monde et ne subsiste plus que dans le parc national d'Ujung Kulon, situé à l'extrémité ouest de Java.
Il se rencontrait autrefois à Assam et au Bengale (où il empiétait sur le territoire des rhinocéros indiens et de Sumatra), dans l'est en Birmanie, en Thaïlande, au Cambodge, au Laos et au Vietnam et dans le sud dans la péninsule Malaise et dans les îles de Sumatra, de Java et peut être de Bornéo. Le rhinocéros de Java vit essentiellement dans des forêts tropicales denses. Certainement à cause de l’empiétement de l'homme et du braconnage, la sous-espèce vivant au Vietnam a été forcée d'aller vivre dans des territoires plus élevés.
Le territoire du rhinocéros de Java se rétrécit petit à petit depuis 3 000 ans. Vers 1 000 av. J.-C., il s’étendait au nord jusqu’à la Chine mais il commençait déjà à se déplacer vers le sud d’environ 0,5 km par an, à mesure que l’occupation humaine progressait dans la région. Il s’est certainement éteint en Inde au cours de la première décennie du XXe siècle et a été chassé jusqu’à l’extinction dans la péninsule Malaise avant 1932. À la fin de la guerre du Viêt Nam, le rhinocéros de Java était considéré comme éteint de tout le continent asiatique. Au Cambodge, des chasseurs locaux et des bûcherons ont déclaré l’avoir vu dans les montagnes de Cardamom, mais aucune des études réalisées dans la région n’a pu prouver sa présence. À la fin des années 1980, une petite population a été trouvée dans la zone de Cat Tien au Vietnam, cependant, le dernier individu a été tué en 2010. Il a pu être également présent sur l’île de Bornéo, mais ces spécimens auraient aussi bien pu être des rhinocéros de Sumatra, une petite population de ceux-ci y vivent d’ailleurs encore aujourd’hui.

## Mode de vie
Le rhinocéros de Java est un animal solitaire à l’exception des couples reproducteurs et des mères et leurs petits. Ils se regroupent parfois autour de vasières et de mares boueuses. Tous les rhinocéros ont pour habitude de se rouler dans la boue ; cette activité leur permet de conserver une température corporelle fraîche et les aide à se protéger des maladies des parasites. Le rhinocéros de Java ne creuse généralement pas lui-même ses mares boueuses, il préfère utiliser celles des autres animaux ou les trous formés naturellement dans lesquels il utilisera sa corne pour les agrandir. Les vasières sont également très importantes car le sel qu’elles contiennent apporte des substances nutritives essentielles au rhinocéros. Le territoire du mâle, de 12 à 20 km2, est plus grand que celui de la femelle, qui s’étend de 3 à 14 km2. Les territoires des mâles se chevauchent moins que ceux des femelles, mais on ignore s’il y a des combats territoriaux.
Les mâles marquent leur territoire à l'aide de piles de bouses et de marquages urinaires. Les marques laissées par leurs pattes et les jeunes arbres tordus semblent également faire partie de leurs moyens de communication.
Le rhinocéros de Java a des vocalises beaucoup moins puissantes que celui de Sumatra ; il existe d'ailleurs très peu d'enregistrements audio des rhinocéros de Java. Les adultes n'ont pas d'autres prédateurs que l'homme. L'espèce est assez nerveuse et trouve refuge dans les forêts denses lorsque des hommes sont à proximité. Bien que cela soit une bonne caractéristique du point de vue de la survie ; cela l'a rendu difficile à étudier. Néanmoins, lorsque les hommes s'approchent de trop près, le rhinocéros de Java devient agressif et attaque en se servant de ses incisives inférieures. Ce comportement relativement asocial peut être une récente adaptation due au sentiment d'insécurité de la population ; des preuves historiques suggèrent que tout comme les autres rhinocéros, il était autrefois plus grégaire.

## Régime alimentaire
Le rhinocéros de Java est herbivore et se nourrit de diverses plantes, et plus particulièrement de pousses, de branchages, de jeunes feuillages et de fruits tombés. La plupart des plantes préférées de l'espèce poussent dans des clairières ensoleillées au cœur des forêts, au sein des fruticées et dans d'autres types de végétations exemptes de grands arbres. Le rhinocéros fait tomber les jeunes arbres afin d'atteindre sa nourriture et l'attrape ensuite avec sa lèvre supérieure préhensile. De toutes les espèces de rhinocéros, il est celui qui est capable de s'adapter le plus pour se nourrir. Il mange environ 50 kg de nourriture par jour. Comme le rhinocéros de Sumatra, il a besoin de sel dans son régime alimentaire. Les pierres minérales qu'il avait l'habitude de lécher lorsque son territoire était plus étendu n'existent pas à Ujung Kulon mais il a été observé en train de boire de l'eau de mer, vraisemblablement pour les mêmes besoins nutritionnels.

## Reproduction
La femelle atteint la maturité sexuelle entre 3 et 4 ans et le mâle après 6 ans. La gestation dure 16 mois et l'intervalle entre deux naissances est de 4 à 5 ans.

## Préservation

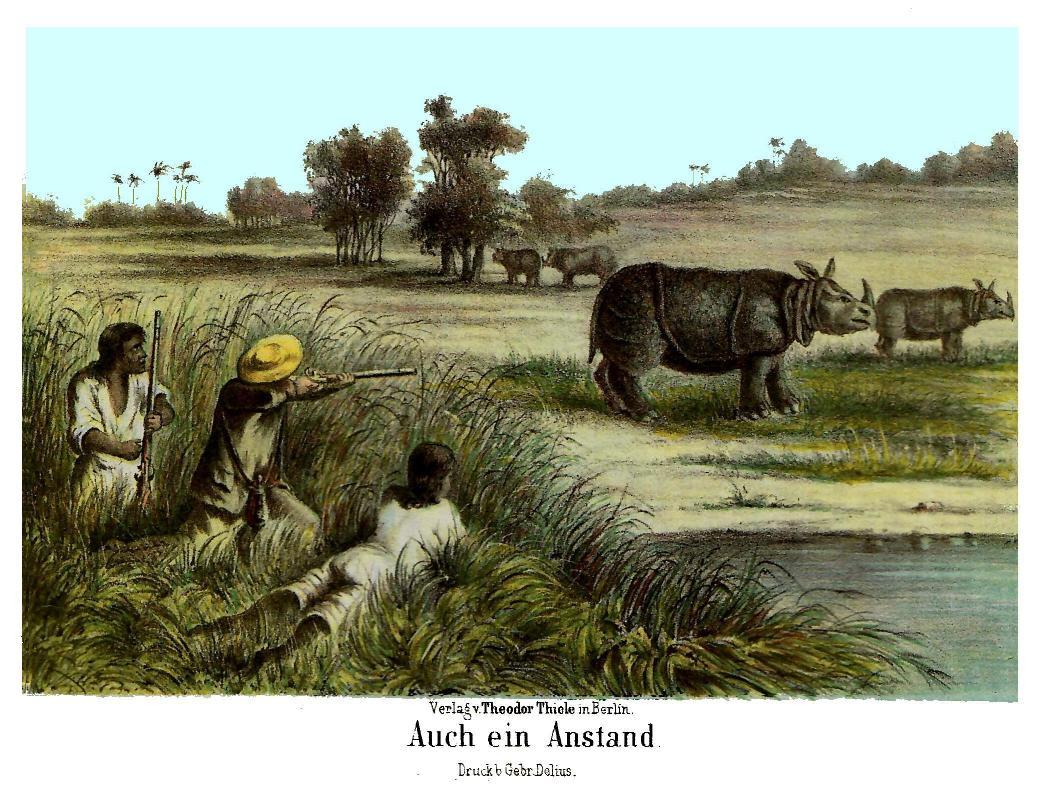
Une peinture datant de 1861 montrant la chasse du R. s. sondaicus.

Le principal facteur dans le déclin continu de la population du rhinocéros de Java est le braconnage pour ses cornes, un problème qui concerne toutes les espèces de rhinocéros. Les cornes sont largement commercialisées depuis plus de 2 000 ans en Chine car elles sont censées avoir des vertus curatives. Autrefois, la peau du rhinocéros était utilisée pour fabriquer les armures des soldats chinois, et certaines tribus locales pensaient qu’elle pouvait servir à créer un antidote contre le venin de serpent. Parce que le territoire du rhinocéros s’étend sur de nombreuses régions très pauvres, il est difficile de convaincre les habitants de ne pas tuer un animal en apparence inutile (pour eux) qui peut se vendre très cher. Lorsque la Convention sur le commerce international des espèces de faune et de flore sauvages menacées d’extinction est entrée en vigueur pour la première fois en 1975, le rhinocéros de Java a été placé sous l’annexe 1 (espèces menacées d’extinction) ce qui a conduit à l’interdiction de tout commerce le concernant. Des études du marché noir de la corne de rhinocéros ont déterminé que les cornes de rhinocéros asiatiques atteignaient un prix de 30 000 $ par kg, soit trois fois la valeur des cornes de rhinocéros africains.
La perte de son habitat causée par l’agriculture a également contribué à son déclin, bien que ceci ne soit désormais plus un facteur significatif puisque le rhinocéros ne vit plus que dans un parc national protégé. La détérioration de son habitat a freiné le repeuplement des populations de rhinocéros qui étaient victimes du braconnage. Malgré tous les efforts de préservation, sa survie parait compliquée. Parce que leur population est contenue dans une petite zone, ils sont très vulnérables aux maladies et aux problèmes liés au fait qu’ils se reproduisent entre eux. Les généticiens de la conservation estiment qu’il faudrait une population de 100 rhinocéros afin de préserver la diversité génétique de l’espèce.

### Ujung Kulon

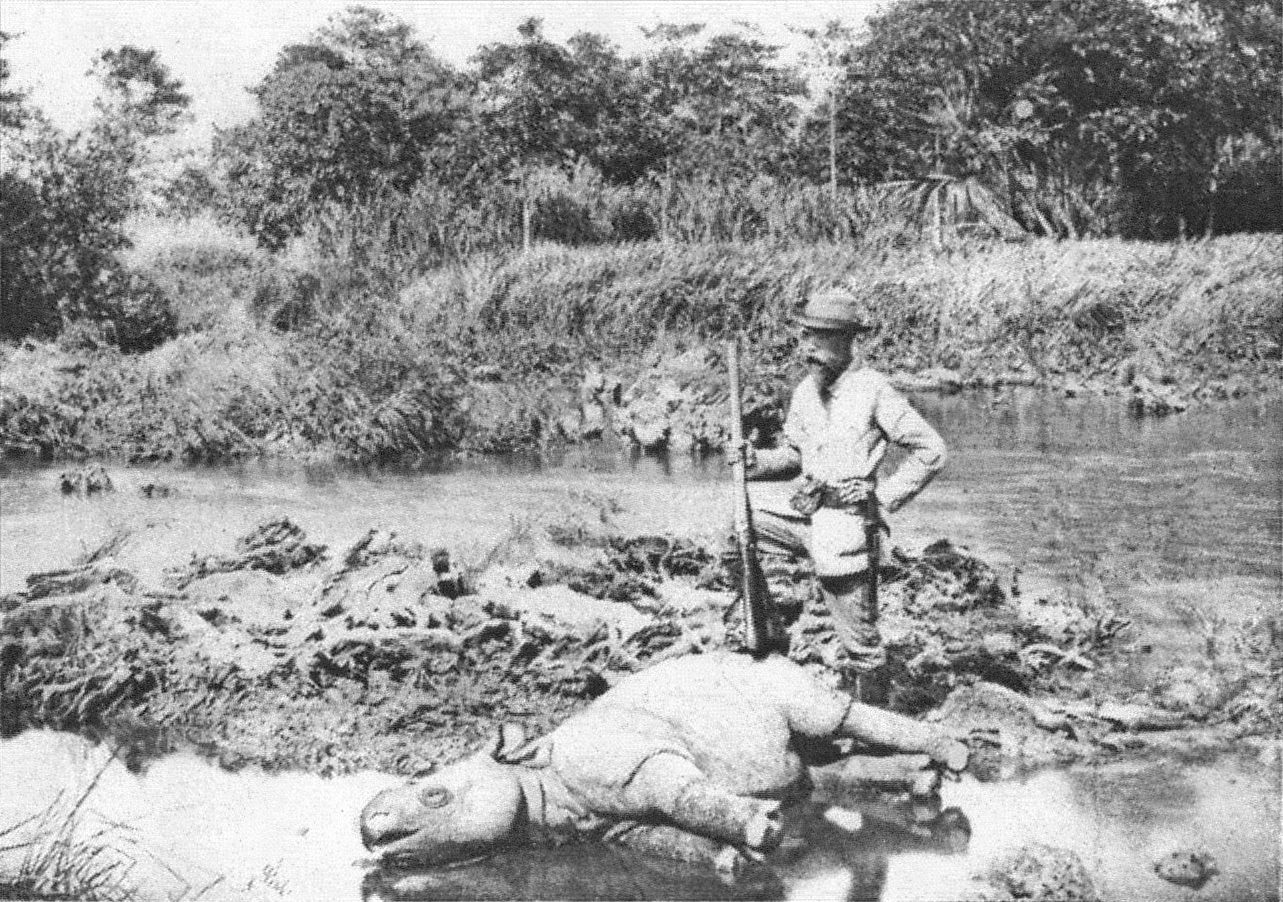
Un chasseur danois avec un R. s. sondaicus mort à Ujung Kulon, 1895.

La péninsule d’Ujung Kulon a été dévastée par l’éruption du volcan Krakatoa en 1883. Le rhinocéros de Java recolonisa la péninsule après l’explosion, mais l’homme n’y est jamais retourné en grand nombre, créant ainsi une sorte de refuge. En 1931, alors que le rhinocéros de Java était sur le point de s’éteindre à Sumatra, le gouvernement des Indes néerlandaises déclara que le rhinocéros était une espèce protégée, ce qu’il est resté depuis lors. Un recensement des rhinocéros d’Ujong Kulon a été effectué en 1967 ; seuls 25 animaux ont été enregistrés. En 1980, la population avait doublé, et s’est maintenue autour des 50 individus durant tout ce temps. Bien que les rhinocéros d’Ujong Kulon n’aient pas de prédateurs naturels, ils sont en compétition avec le bétail sauvage pour les maigres ressources, ce qui peut conserver leur nombre en dessous de la capacité porteuse de la péninsule. Ujong Kulon est supervisé par le Ministère indonésien des Forêts. Il a été établi qu’au moins quatre bébés étaient nés en 2006, soit la plus importante série de naissances jamais rapportée concernant l’espèce.
En mars 2011, la vidéo d’une caméra cachée a été publiée, elle montrait des adultes accompagnés de jeunes, indiquant ainsi de récents accouplements et naissances. Entre janvier et octobre 2011, les caméras ont capturé les images de 35 rhinocéros. Au mois de décembre 2011, un site de reproduction pour les rhinocéros qui s’étend sur 38 000 hectares est finalisé. Il a pour but d’aider à atteindre les 70 à 80 individus d’ici à 2015.
En avril 2012, le WWF ainsi que l'International Rhino Foundation (Fondation international de défense des rhinocéros) ont ajouté 120 caméras au 40 déjà existantes pour mieux suivre les mouvements des rhinocéros et avoir une meilleure idée de la taille de la population. Une étude récente a démontré qu’il y avait beaucoup moins de femelles que de mâles ; seules 4 femelles sur 17 mâles ont été répertoriées sur la partie est d’Ujung Kulon, ce qui pourrait potentiellement retarder les efforts faits pour la sauvegarde de l‘espèce.
Avec Ujung Kulon comme dernier recours pour l’espèce, cela présente l’avantage de regrouper tous les rhinocéros de Java sur un même territoire, contrairement au rhinocéros de Sumatra qui est dispersé sur plusieurs zones qui ne sont pas liées entre elles. Cela peut cependant être aussi un désavantage pour la population du rhinocéros de Java car s’il devait se propager une grave maladie ou un tsunami, ils pourraient tous disparaître en même temps. En 2012, le Asian Rhino Project (Projet asiatique pour les rhinocéros) mettait au point un programme d’éradication du palmier Arenga qui s’est répandu sur tout le parc et colonise ainsi les sources de nourriture du rhinocéros. Les banteng sont également en compétition avec le rhinocéros pour la nourriture, les autorités réfléchissent donc à clôturer la partie ouest du parc afin d’y contenir le bétail.
En 2020, 2 petits rhinocéros de Java (une femelle et un mâle) sont nés dans le parc national d'Ujung Kulon, portant la population totale de l'espèce à 74 individus,.
En 2021, Planète Urgence a restauré des espaces de mangroves pour protéger l'habitat du rhinocéros de Java au niveau du parc national qui avait été fortement dégradé à la suite de l'éruption du volcan Krakatoa et du tsunami qui s'est ensuivi.
En 2024, on estime qu'il ne reste qu'une soixantaine de Rhinocéros de Java.

### Cat Tien
Le rhinocéros de Java, dont la population s’étendait autrefois en Asie du Sud-Est, a été considéré comme éteint au Vietnam dès le milieu des années 1970, à la fin de la guerre du Viêt Nam. Les tactiques utilisées lors des combats ont dévasté l’écosystème de la région : utilisation du napalm, vaste défeuillaison due à l’agent orange, bombardements aériens et utilisations de mines. La guerre a également apporté nombre d’armes bon marché. Après la guerre, de nombreux villageois très pauvres, qui se servaient auparavant de pièges, avaient désormais des armes mortelles à leur disposition, leur permettant ainsi de devenir des braconniers efficaces.
En 1988, l’hypothèse de l’extinction de l’espèce a été prouvée fausse lorsqu’un chasseur tua une femelle adulte, prouvant ainsi que l’espèce avait réussi à survivre à la guerre. En 1989, les scientifiques inspectèrent les forêts du Sud du Vietnam à la recherche d’indices prouvant qu’il existait d’autres survivants. Des empreintes fraîches appartenant à au moins 15 rhinocéros furent découvertes le long de la rivière Dong Nai. Principalement grâce aux rhinocéros, la région dans laquelle ils se trouvaient a fini par faire partie du parc national de Cat Tien en 1992.
Au début des années 2000, certains défenseurs de l’environnement ont estimé qu’il ne restait que 3 à 8 rhinocéros, dont probablement aucun mâle, ce qui a fait craindre que leur population ait décliné au-delà d’un possible repeuplement au Vietnam. Ils ont débattu sur la survie possible ou non du rhinocéros, certains pensaient qu’il fallait introduire des rhinocéros d’Indonésie pour tenter de sauver leur population, d’autres pensaient qu’ils pouvaient survivre sans.
Des analyses d’échantillons d’excréments collectés dans le parc national de Cat Tien dans le cadre d’une étude réalisée en mars 2010 ont démontré qu’il ne restait plus qu’un seul rhinocéros de Java dans le parc. En avril 2010, son corps a été retrouvé, l’animal avait été tué par balle et sa corne avait été retirée par des braconniers. En octobre 2011, l’International Rhino Foundation a confirmé que le rhinocéros de Java s’était éteint au Vietnam, ne laissant plus que ceux d’Ujong Kulon.

### En captivité
Cela fait un siècle qu’un rhinocéros de Java n’a pas été présenté dans un zoo. Au XIXe siècle, au moins quatre rhinocéros étaient présentés à Adelaide, Calcutta et Londres. Au moins 22 rhinocéros auraient été gardés en captivité mais il est possible que le nombre véritable soit plus important étant donné que l’espèce était parfois confondue avec le rhinocéros indien.
Le rhinocéros de Java ne s’est jamais bien porté en captivité. Le plus vieux a vécu jusqu’à 20 ans, soit environ la moitié de son espérance de vie à l’état sauvage. Le dernier est mort en 1907 au zoo d’Adelaide, en Australie, où l’espèce était tellement méconnue qu’il était présenté comme un rhinocéros indien.